# Centralia (Illinois)
Centralia è un comune degli Stati Uniti d'America, situato in Illinois, nella contea di Marion e in parte nelle contea di Clinton, Jefferson e di Washington.